# Stavrinides
Stavrinides (griechisch Σταυρινήδες (m. pl.)) ist ein Dorf im Norden der griechischen Insel Samos. Das Dorf liegt an den nördlichen Ausläufern des Ambelos-Gebirges auf 380 m Höhe, etwa 2 km westlich von Vourliotes und knapp 3 km südlich von Agios Konstantinos.
Vor dem Anschluss von Samos an Griechenland war Stavrinides ein Dorf der Exi Gitonies (Έξι Γειτονιές ‚Sechs Nachbarschaften‘). Zum Beginn des 20. Jahrhunderts bildete Stavrinides zusammen mit Nenedes eine selbstständige Gemeinde.
Der Weinanbau ist die Haupteinkommensquelle der Einwohner. Daneben bringen Baumkulturen wie Kirschen, Aprikosen, Äpfel, Nüsse und Edelkastanien weitere Einkünfte.
Mit der Umsetzung der Gemeindereform nach dem Kapodistrias-Programm im Jahr 1997 erfolgte die Eingliederung von Stavrinides in die Gemeinde Vathy. Nach dem Zusammenschluss der ehemaligen Gemeinden der Insel nach der Verwaltungsreform 2010 zur Gemeinde Samos (Δήμος Σάμου Dímos Sámou), zählt Stavrinides durch die Korrektur 2019 zur neu gegründeten Gemeinde Anatoliki Samos.
Einwohnerentwicklung von Stavrinides
| 1913 | 1920 | 1928 | 1940 | 1951 | 1961 | 1971 | 1981 | 1991 | 2001 | 2011 |
| ---- | ---- | ---- | ---- | ---- | ---- | ---- | ---- | ---- | ---- | ---- |
| 264  | 248  | 292  | 301  | 273  | 216  | 141  | 136  | 93   | 69   | 42   |